# Wellsville (Missouri)
Wellsville – miasto w Stanach Zjednoczonych, w stanie Missouri, w hrabstwie Montgomery.